# Brian Azzarello
Brian Azzarello (Cleveland, Ohio) és un escriptor nord-americà de còmics famós pels seus treballs en l'editorial Vertigo, i per les seves col·laboracions amb dibuixants argentins com Eduardo Risso i Marcelo Frusin. És especialment reconegut per la historieta 100 Bullets per al segell Vertigo, editorial adulta de DC, i amb la que va guanyar un premi Eisner juntament amb Eduardo Risso.

## Biografia
Brian es va casar amb l'artista Jill Thompson. Tots dos viuen a Chicago.
L'any 1995, Azzarello va fer una història pròpia per Vertigo, el western Loveless, i després per a la mateixa editorial, i durant deu anys, va escriure el policial 100 Bullets  juntament amb Eduardo Risso, publicació que és una de les insígnies principals del segell Vertigo entre els anys 1999 i 2009, i el seu treball més reeixit fins avui.
A més, Azzarello va escriure històries com Batman: Broken City, dibuixada per l'argentí Eduardo Risso; Batman/Deathblow: Després del Foc, dibuixats per Lee Bermejo, Tim Bradstreet i Mick Gray; Superman: For Tomorrow (que es correspon als nombres 204 a 215 del Volum 2 de Superman, entre els anys 2004 i 2005), dibuixat per Jim Lee; Joker (2008) amb dibuixos de Lee Bermejo; i Lex Luthor: Man of Steel (2005) amb dibuixos de Lee Bermejo.
El 2011 va agafar la sèrie de còmics de Wonder Woman a The New 52. En 2015 va escriure amb Frank Miller 'The Dark Knight III: The Master Race, que van il·lustrar Miller, Andy Kubert i Klaus Janson.